# Engel (Band)
Engel ist eine schwedische Melodic-Death-Metal-Band aus Göteborg.

## Geschichte
Gegründet wurde die Band von dem Gitarristen Niclas Engelin, der zuvor schon bei Gardenian und Passenger spielte und seit 2010 wieder festes Mitglied bei In Flames ist. Ihr erstes Demo wurde von den Lesern des deutschen „Rock Hard“-Magazins zum Demo des Jahres 2005 gewählt. Als Belohnung durften Engel das Rock Hard Festival 2006 eröffnen. 
Das Debütalbum Absolute Design erschien im November 2007. Im August 2008 verließ Bassist Michael Håkansson die Band und wurde durch Steve Drennan ersetzt. Schlagzeuger Daniel „Mojjo“ Moilanen verließ 2010 die Band und wurde durch Jimmy Olausson ersetzt. 
Das zweite Album mit dem Namen Threnody erschien im Juli 2010 zunächst nur in Japan, produziert wurde es von Tue Madsen. Die Band wurde im September 2010 vom Rocklabel Season of Mist unter Vertrag genommen. In Europa ist Threnody im November 2010 erschienen. Das dritte Album Blood of Saints erschien im Mai 2012.
Im November 2012 gab die Band bekannt, dass Magnus Klavborn die Band verlassen wird. Der Ex-Twelvestep-Sänger Lennart Nilsson, der Klavborn bereits einmal auf Grund einer Erkrankung aushalf, vertrat Magnus auf dem Rest der Tour. Im Januar 2013 verkündete die Band auf ihrer Facebook-Seite, dass Mikael Sehlin (von Degradead) der neue Sänger der Band sein wird.

## Diskografie
- 2005: Demo 2005 (Independent)
- 2005: Engel (Independent)
- 2006: Demo 2006 (Independent)
- 2007: Absolute Design (SPV/Steamhammer)
- 2010: Threnody
- 2012: Songs of the Dead (EP, Season of Mist)
- 2012: Blood of Saints (Season of Mist)
- 2014: Raven Kings (Sony Music)
- 2018: Abandon All Hope (Gain/Sony)